# Covarachía (kommun)
Covarachía är en kommun i Colombia.   Den ligger i departementet Boyacá, i den centrala delen av landet, 250 km nordost om huvudstaden Bogotá. Antalet invånare är 3 324.